# Siomakî, Luțk
Siomakî (în ucraineană Сьомаки) este un sat în comuna Oderadî din raionul Luțk, regiunea Volînia, Ucraina.

## Demografie
Componența lingvistică a localității Siomakî
     Ucraineană (99,76%)
     Alte limbi (0,24%)
Conform recensământului din 2001, majoritatea populației localității Siomakî era vorbitoare de ucraineană (99,76%), existând în minoritate și vorbitori de alte limbi.